# Estación Herttoniemi

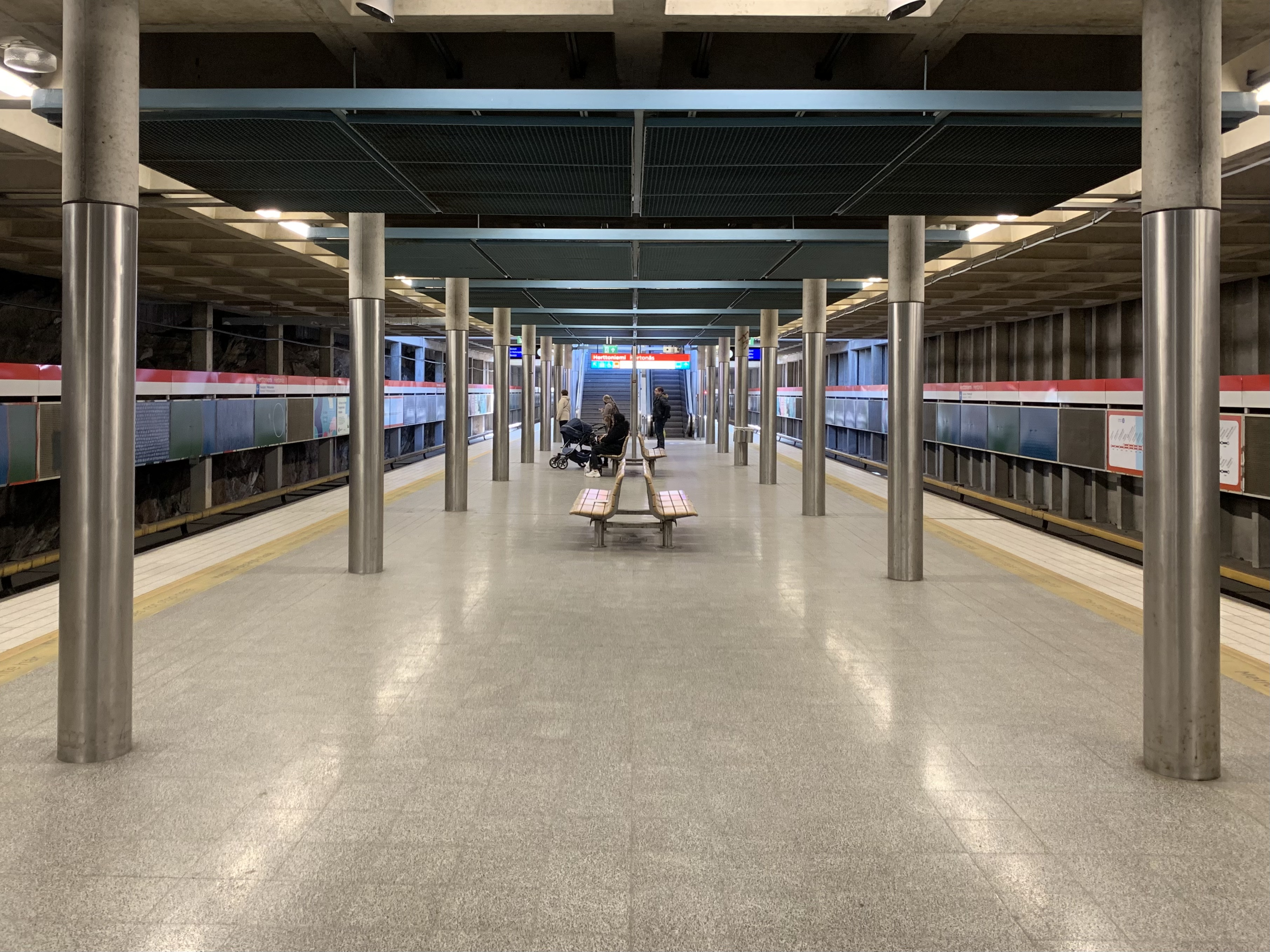
Estación Herttoniemi.

La Estación Herttoniemi (en finlandés Herttoniemen metroasema; en sueco Metrostationen Hertonäs) es una estación del Metro de Helsinki. Sirve al distrito de Herttoniemi, en el este de Helsinki.
La estación fue una de las primeras en abrir en el sistema, el 1º de 1982. Fue diseñada por Jaakko Ylinen y Jarmo Maunula. Está localizada a una distancia aproximada de 1,442 km de la Estación Kulosaari, y a 1,367 km de la Estación Siilitie.
- Datos: Q578210
- Multimedia: Herttoniemi metro station / Q578210